# Euderus viridis
Euderus viridis är en stekelart som beskrevs av Thomson 1878. Euderus viridis ingår i släktet Euderus och familjen finglanssteklar.
Artens utbredningsområde är:
- Tjeckien.
- Slovakien.
- Tyskland.
- Ungern.
- Nederländerna.
- Polen.
- Sverige.
- Moldavien.

Arten är reproducerande i Sverige. Inga underarter finns listade i Catalogue of Life.